# Ausztrália hadereje
Ausztrália hadereje, hivatalosan az Ausztrál Védelmi Erő (Australian Defence Force) a szárazföldi erőkből (Ausztrál Hadsereg - Australian Army), a légierőből (Ausztrál Királyi Légierő - Royal Australian Air Force) és a haditengerészetből (Ausztrál Királyi Haditengerészet - Royal Australian Navy) áll. Névlegesen a haderő legfelsőbb főparancsnoka III. Károly, mint Ausztrália királya.

## Általános adatok
| Az Ausztrál Védelmi Erők főbb adatai                         | Az Ausztrál Védelmi Erők főbb adatai                       | Az Ausztrál Védelmi Erők főbb adatai |
| ------------------------------------------------------------ | ---------------------------------------------------------- | ------------------------------------ |
| Aktív katona                                                 | 59 023 fő                                                  |                                      |
| Tartalékos katona                                            | 21 850 fő aktív tartalékos 22 166 fő készenléti tartalékos |                                      |
| Katonai költségvetés                                         | 24,2 milliárd ausztrál dollár (2012-2013)                  |                                      |
| Katonai költségvetés a GDP %-ában                            | 1,56%                                                      |                                      |
| Hadköteles korú férfiak száma (2009-es becslés)              | 4 999 988 fő                                               |                                      |
| Hadköteles korú nők száma (2009-es becslés)                  | 4 870 043 fő                                               |                                      |
| Katonai szolgálatra alkalmas férfiak száma (2009-es becslés) | 4 341 591 fő                                               |                                      |
| Katonai szolgálatra alkalmas nők száma (2009-es becslés)     | 4 179 659 fő                                               |                                      |
| Évente hadköteles korba lépő férfiak száma (2009-es becslés) | 144 959 fő                                                 |                                      |
| Évente hadköteles korba lépő nők száma (2009-es becslés      | 137 333 fő                                                 |                                      |

## Történelem

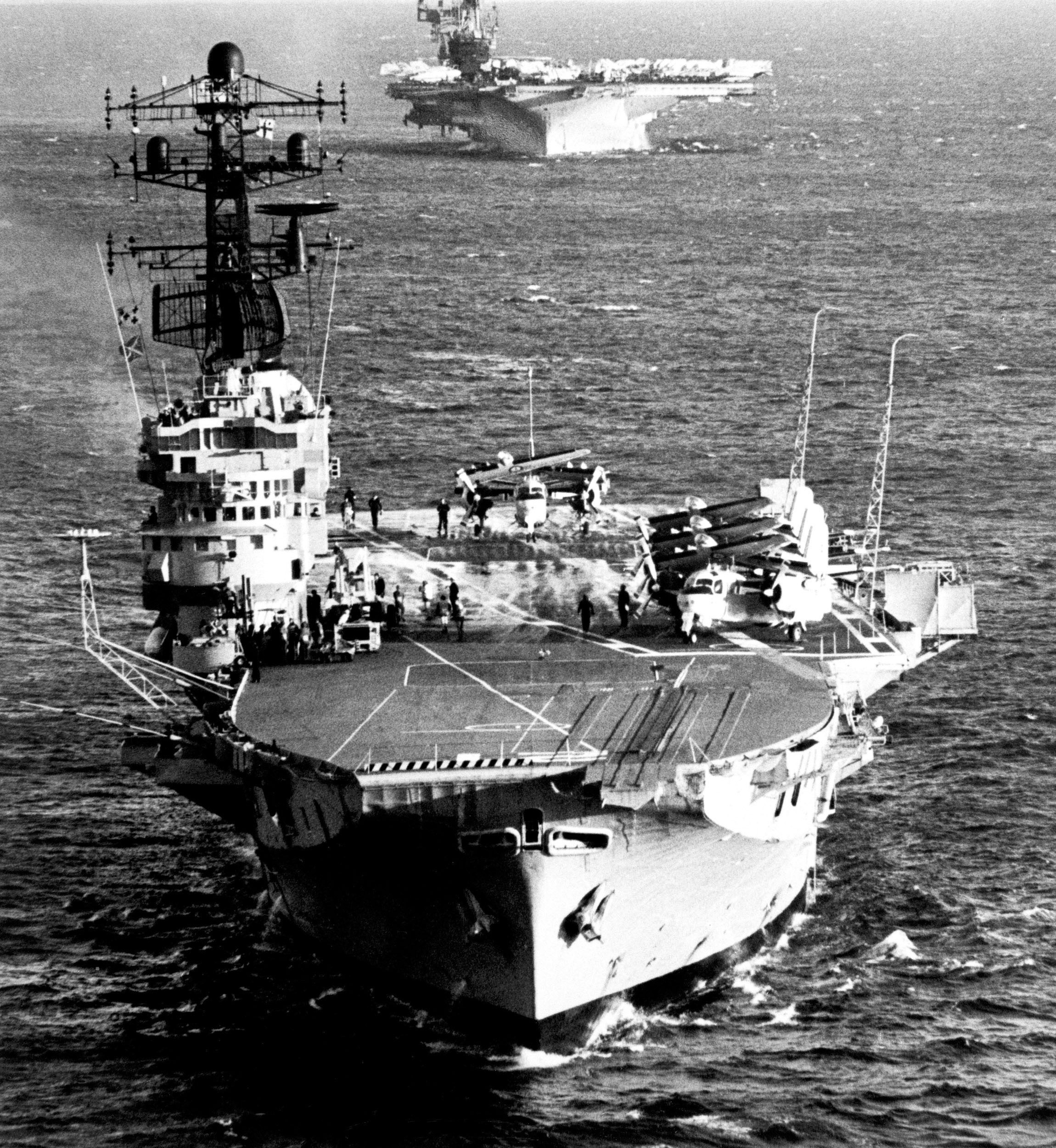
Az HMAS Melbourne - mind ezidáig Ausztrália utolsó repülőgép-hordozója, melyet 1982-ben szereltek le

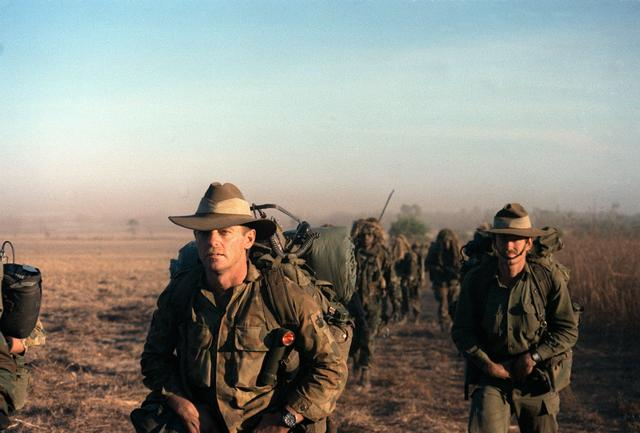
Ausztrál és amerikai katonák a Kangaroo '89 gyakorlat során

Az Ausztrál Védelmi Erő története egészen 1901-ig nyúlik vissza, amikor Ausztrália domínium-státuszt kapott az Egyesült Királyságtól. Ekkor alapították meg az Ausztrál Hadsereget, amelyet 1911-ben az Ausztrál Királyi Haditengerészet létrehozása követett. Az első ausztrál repülőegységeket 1912-ben hozták létre még a Hadsereg keretein belül, míg végül 1921-ben megalapították az Ausztrál Királyi Légierőt.
Az ausztrál katonai egységek tevékenyen kivették részüket mind a két világháborúból (az első világháború legjelentősebb ütközete az ausztrálok számára a Dardanellák ostroma volt, míg a második világháborúban ausztrál katonák harcoltak többek között Észak-Afrikában és a Csendes-óceán különböző hadszínterein.
A hidegháború alatt Ausztrália részt vett előbb a koreai, majd a vietnámi háborúban, illetve a malajziai felkelések leverésében is. 1976. február 9-én aztán létrehozták a mai szervezeti felépítést, s az ausztrál fegyveres erők hivatalos elnevezése az Ausztrál Védelmi Erő lett.
Az elmúlt évtizedekben a nagyobb konfliktusok mellett (Irak, Afganisztán) ausztrál katonák részt vettek több békefenntartó műveletében is (Kelet-Timor, Szomália, Kambodzsa, satöbbi).

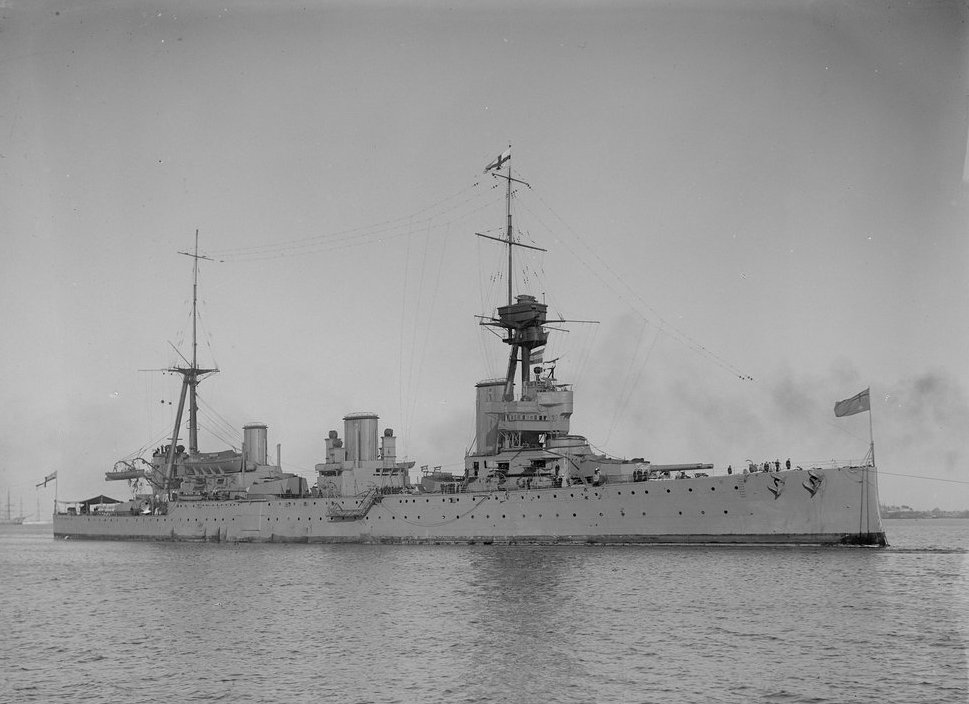
Az Indefatigable osztályú HMAS Australia ausztrál csatacirkáló 1914-ben
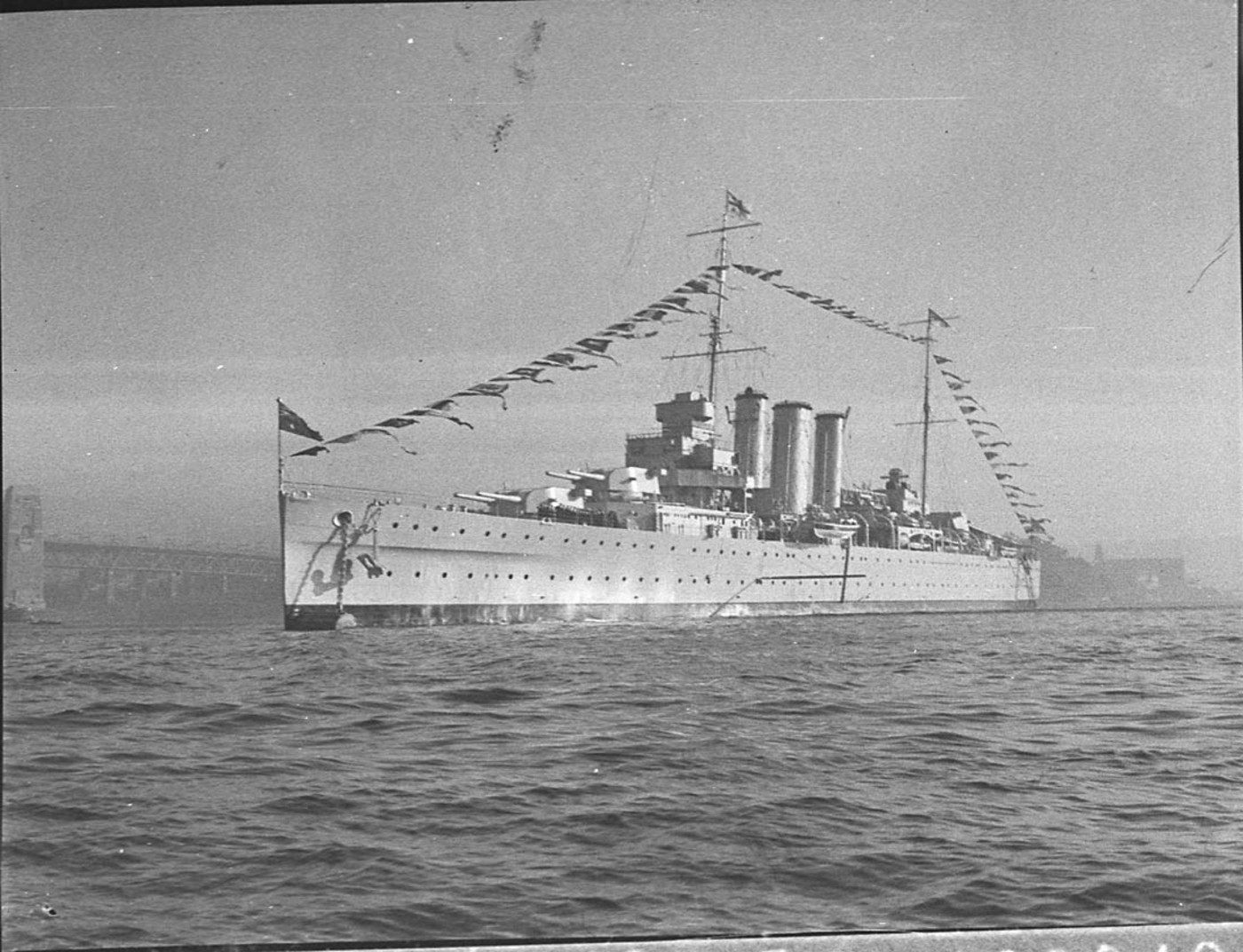
A Kent osztályú HMAS Canberra ausztrál nehézcirkáló 1936-ban

## Ausztrál Hadsereg

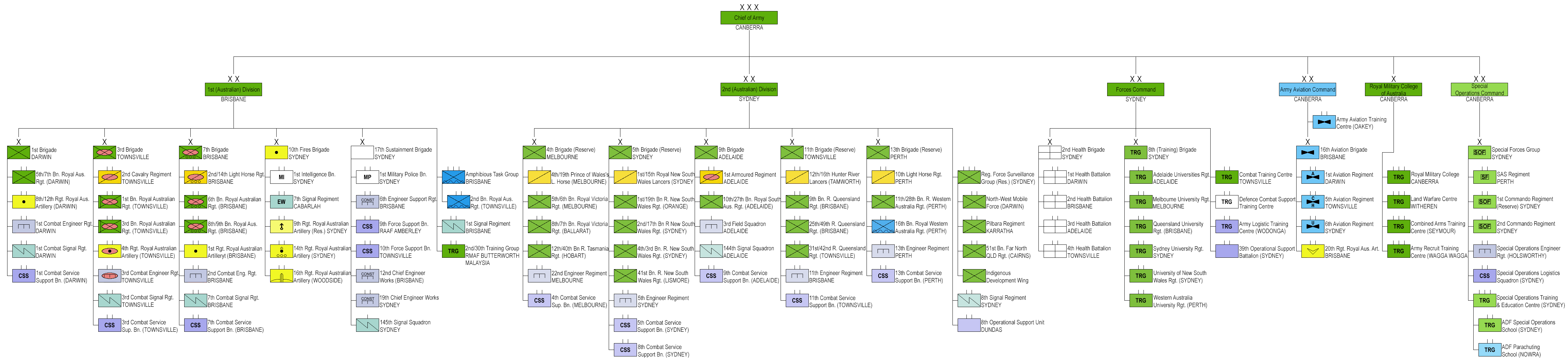
Az Ausztrál Hadsereg szervezeti felépítése 2025

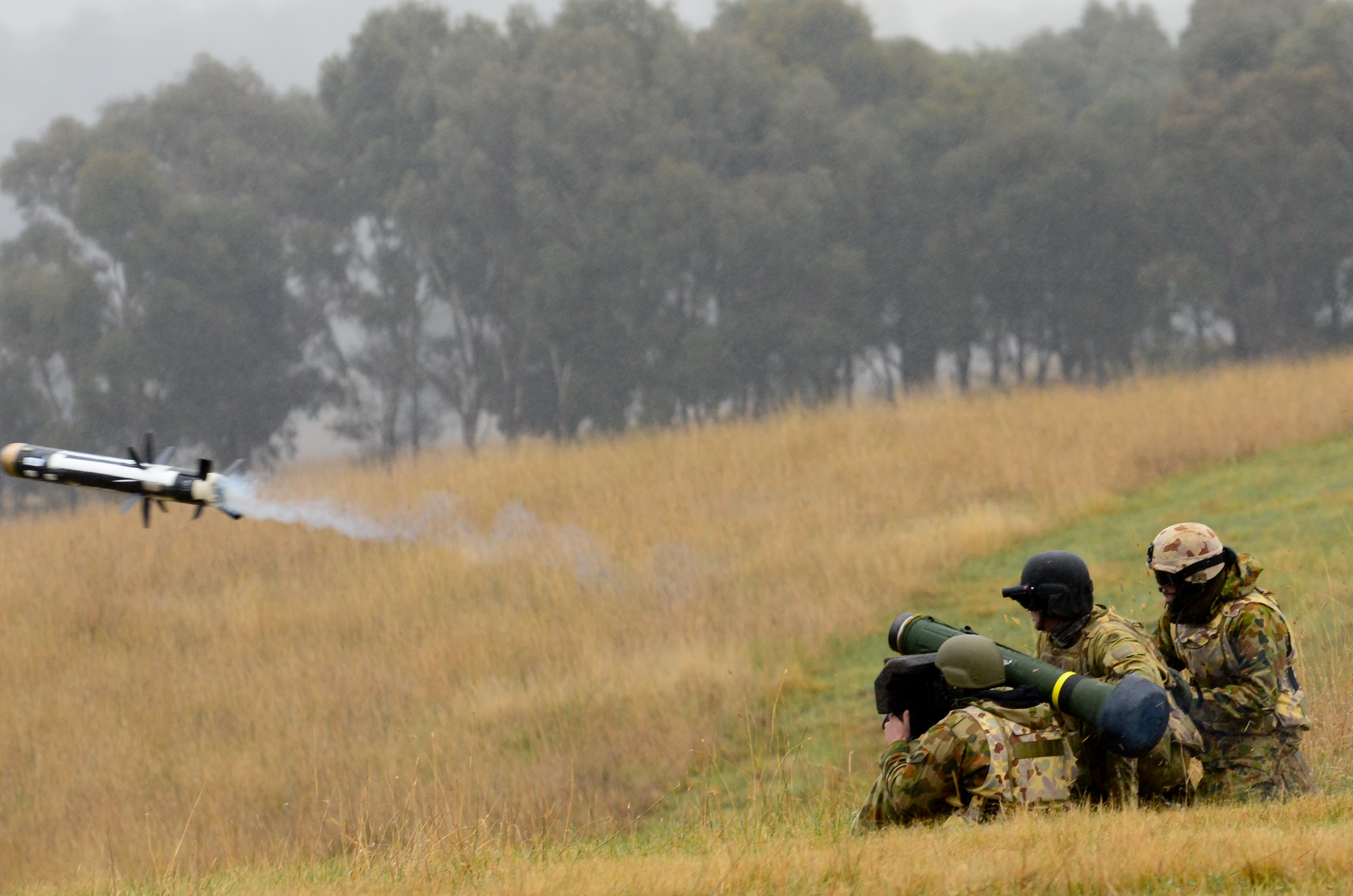
Ausztrál katonák Javelin páncéltörő rakéták indítása közben

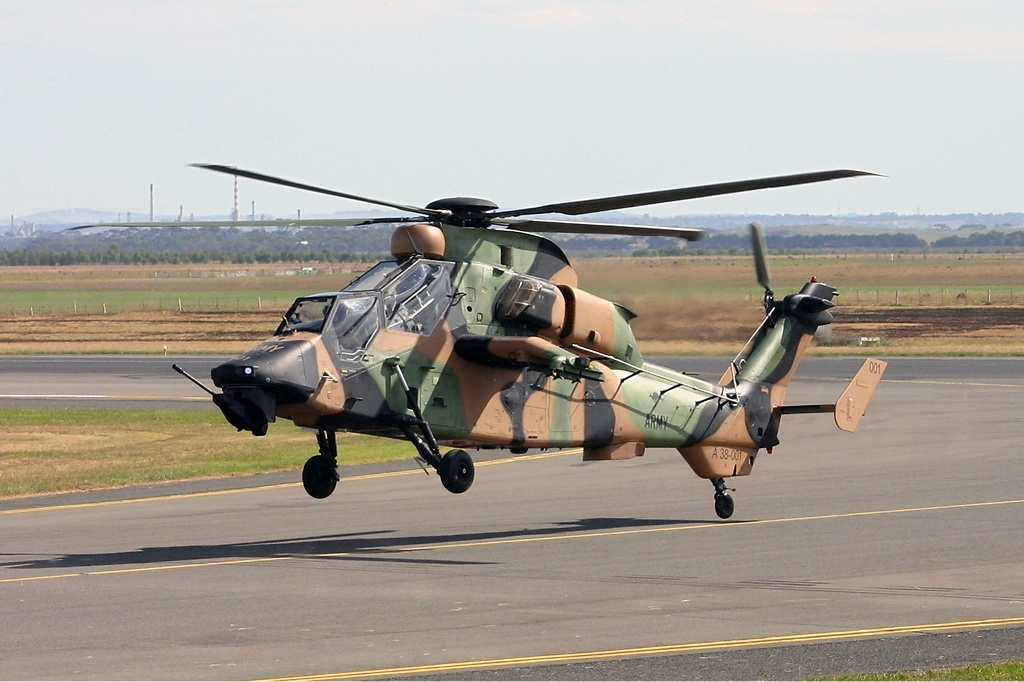
Ausztrál Tiger harci helikopter 2005-ben

### Létszám
- 30 235 fő aktív
- 16 900 fő aktív tartalékos
- 12 496 fő készenléti tartalékos

### Állomány
- 1. hadosztály (aktív)
  - 1. dandár
  - 3. dandár
  - 7. dandár
- Különleges Erők Parancsnoksága
  - SAS (Special Air Service - Különleges Légi Szolgálat) ezred
  - 1. kommandóezred
  - 2. kommandóezred
- 2. hadosztály (tartalék)
  - 4. dandár
  - 5. dandár
  - 8. dandár
  - 9. dandár
  - 11. dandár
  - 13. dandár

### Felszerelés
| Származási hely                              | Megnevezés                                          | Feladatkör                                   | Mennyiség                                    | Megjegyzés                                   |
| Páncélozott harcjárművek, tüzérségi eszközök | Páncélozott harcjárművek, tüzérségi eszközök        | Páncélozott harcjárművek, tüzérségi eszközök | Páncélozott harcjárművek, tüzérségi eszközök | Páncélozott harcjárművek, tüzérségi eszközök |
| -------------------------------------------- | --------------------------------------------------- | -------------------------------------------- | -------------------------------------------- | -------------------------------------------- |
| USA                                          | M1A1 Abrams                                         | harckocsi                                    | 59 db                                        | - Ebből 15 db tartalékban                    |
| Ausztrália                                   | ASLAV                                               | páncélozott gyalogsági harcjármű             | 257 db                                       |                                              |
| USA                                          | M113                                                | páncélozott szállító harcjármű               | 431 db                                       | - További mintegy 100 db tartalékban         |
| USA · Egyesült Királyság                     | 105 mm-es és 155 mm-es vontatásos tüzérségi lövegek |                                              | 232 db (105 mm) 71 db (155 mm)               |                                              |
| Svédország                                   | RBS–70                                              | légvédelmi rakétaindító                      | 36 db                                        |                                              |
| Helikopterek                                 |                                                     |                                              |                                              |                                              |
| Európai Unió                                 | Eurocopter Tiger                                    | harci helikopter                             | 22 db                                        |                                              |
| USA                                          | CH–47 Chinook                                       | szállító helikopter                          | 7 db                                         |                                              |
| Németország                                  | OH–58 Kiowa                                         | felderítő helikopter                         | 27 db                                        |                                              |
| USA                                          | UH–60 Black Hawk                                    | szállító helikopter                          | 35 db                                        |                                              |
| Európai Unió                                 | NHI NH90                                            | szállító helikopter                          | 15 db                                        | - További 25 db megrendelve                  |

## Ausztrál Királyi Légierő

Az Ausztrál Királyi Légierő zászlaja

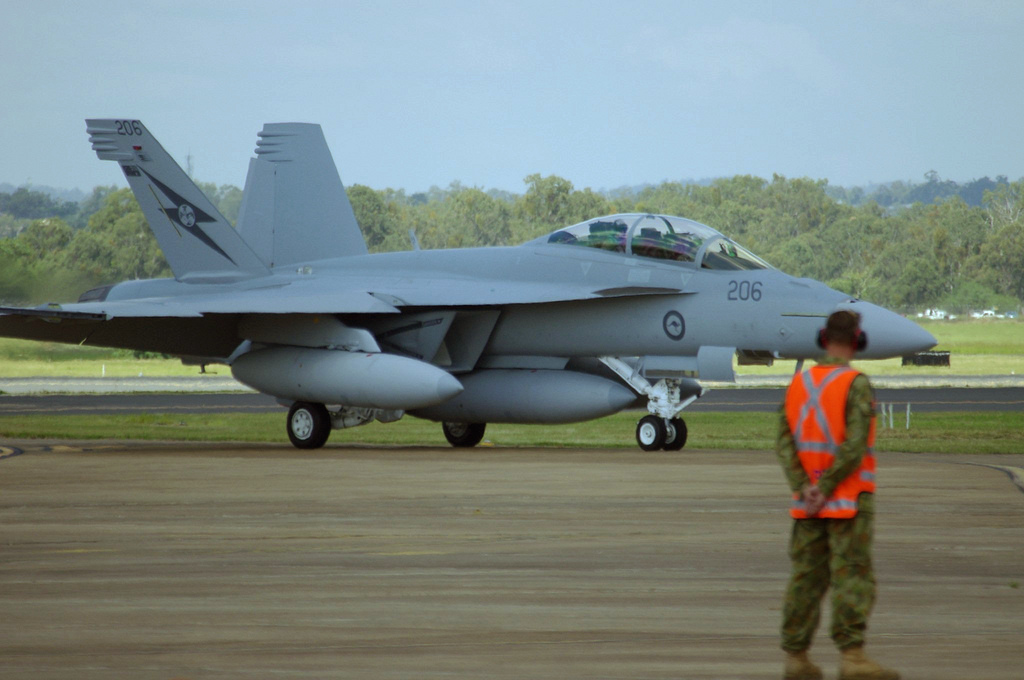
Az Ausztrál Királyi Légierő egyik F/A-18E/F Super Hornet repülőgépe

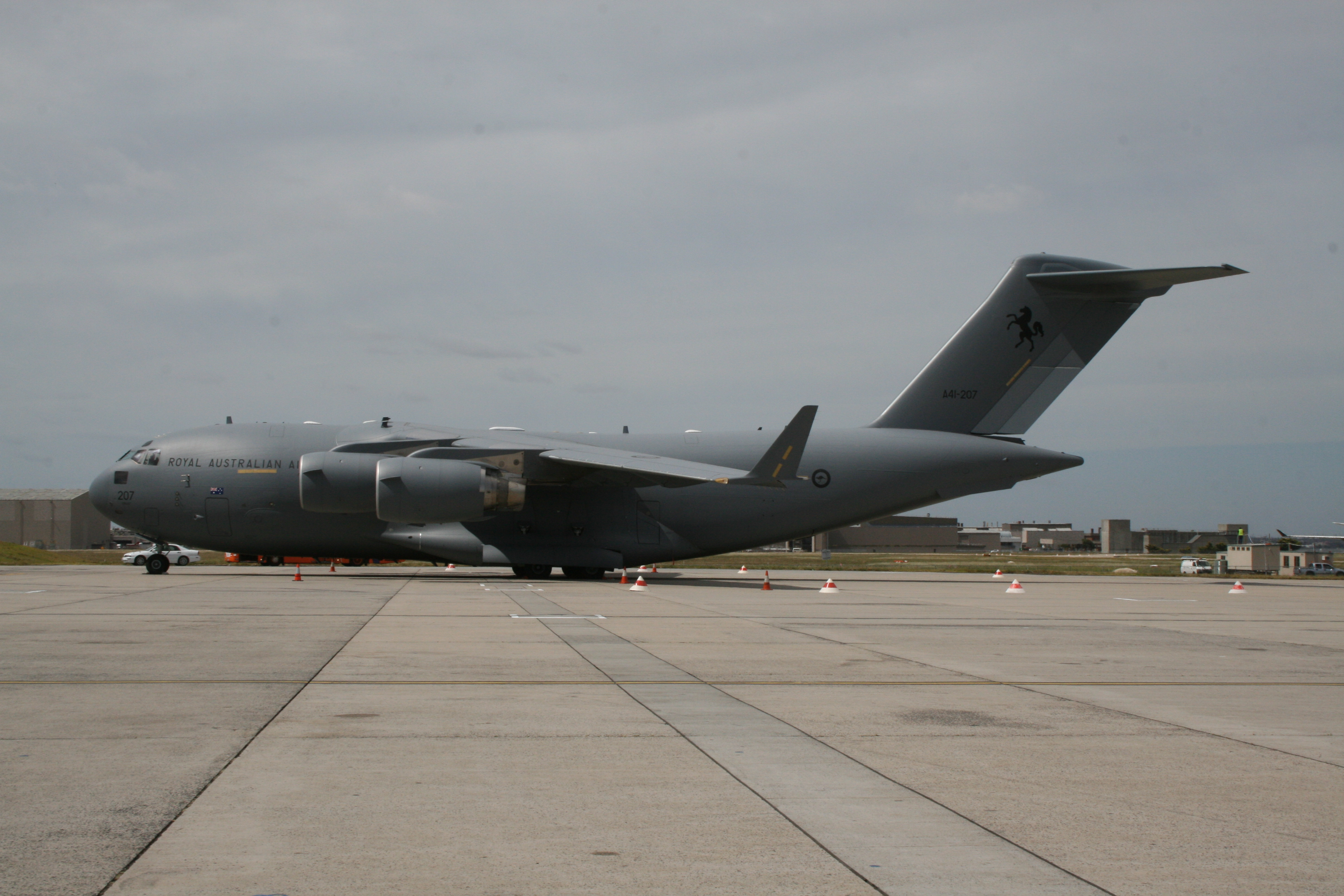
Az Ausztrál Királyi Légierő egyik C-17-es nehéz szállító repülőgépe

### Létszám
- 14 573 fő aktív
- 2800 fő aktív tartalékos

### Állomány
- Légi Parancsnokság
  - Légi Harccsoport
    - 78. ezred
    - 81. ezred
    - 82. ezred

  - Légi Szállítási Csoport
    - 41. ezred
    - 42. ezred
    - 44. ezred
    - 92. ezred

  - Harci Támogató Csoport
    - 395. Expedíciós Harci Támogató Ezred
    - 396. Harci Támogató Ezred
    - Egészségügyi Támogató Ezred

  - Légierő Kiképző Csoport
    - Kiképző Repülőezred
    - Szárazföldi Kiképző Ezred
    - Légierő Iskola

### Felszerelés
| Származási hely                          | Megnevezés                | Feladatkör                        | Mennyiség         | Megjegyzés                                                                     |
| Harci repülőgépek                        | Harci repülőgépek         | Harci repülőgépek                 | Harci repülőgépek | Harci repülőgépek                                                              |
| ---------------------------------------- | ------------------------- | --------------------------------- | ----------------- | ------------------------------------------------------------------------------ |
| USA                                      | F/A–18 Hornet             | többfeladatú vadászrepülőgép      | 71 db             |                                                                                |
| USA                                      | F/A–18E/F Super Hornet    | többfeladatú vadászrepülőgép      | 24 db             |                                                                                |
| Felderítő és légtérellenőrző repülőgépek |                           |                                   |                   |                                                                                |
| USA                                      | AP-3C Orion               | tengerészeti felderítő repülőgép  | 21 db             | - A P-3 helyi igények szerint módosított változata.                            |
| USA                                      | Boeing 737 AEW&C          | légtérellenőrző repülőgép         | 6 db              |                                                                                |
| Kiképző repülőgépek                      |                           |                                   |                   |                                                                                |
| Egyesült Királyság                       | BAE Hawk                  | kiképző repülőgép                 | 33 db             |                                                                                |
| Svájc                                    | PC–9                      | kiképző repülőgép                 | 65 db             |                                                                                |
| USA                                      | Beechcraft Super King Air | navigációs kiképző repülőgép      | 8 db              |                                                                                |
| Szállító és légi utántöltő repülőgépek   |                           |                                   |                   |                                                                                |
| USA                                      | C–17 Globemaster III      | stratégiai szállító repülőgép     | 5 db              | - További egy darab megrendelve.                                               |
| USA                                      | C-130H/J Hercules         | szállító repülőgép                | 20 db             | - 8 db H és 12 db J változatú. A H változatból 4 db hamarosan kivonásra kerül. |
| USA                                      | Boeing Business Jet       | VIP szállító repülőgép            | 2 db              |                                                                                |
| Kanada                                   | Challenger 600            | VIP szállító repülőgép            | 3 db              |                                                                                |
| USA                                      | Beechcraft Super King Air | könnyű szállító repülőgép         | 8 db              |                                                                                |
| Európai Unió                             | Airbus A330 MRTT          | szállító-légi utántöltő repülőgép | 5 db              |                                                                                |
| Pilóta nélküli repülőgépek               |                           |                                   |                   |                                                                                |
| Izrael                                   | IAI Heron                 | pilóta nélküli repülőgép          | 3 db              |                                                                                |

## Ausztrál Királyi Haditengerészet

Az Ausztrál Királyi Haditengerészet zászlaja

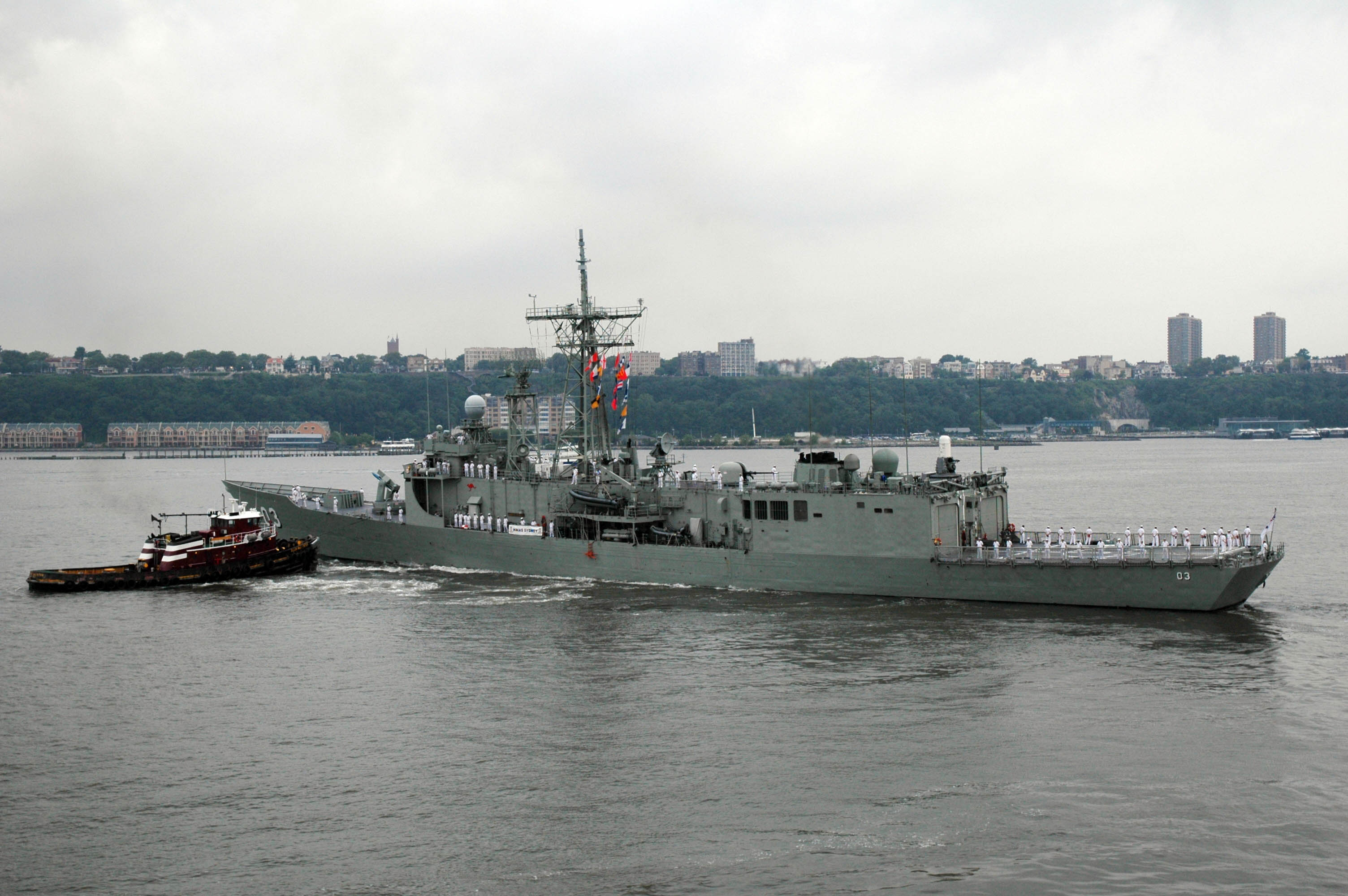
A már leselejtezett, Perry osztályú HMAS Sydney fregatt

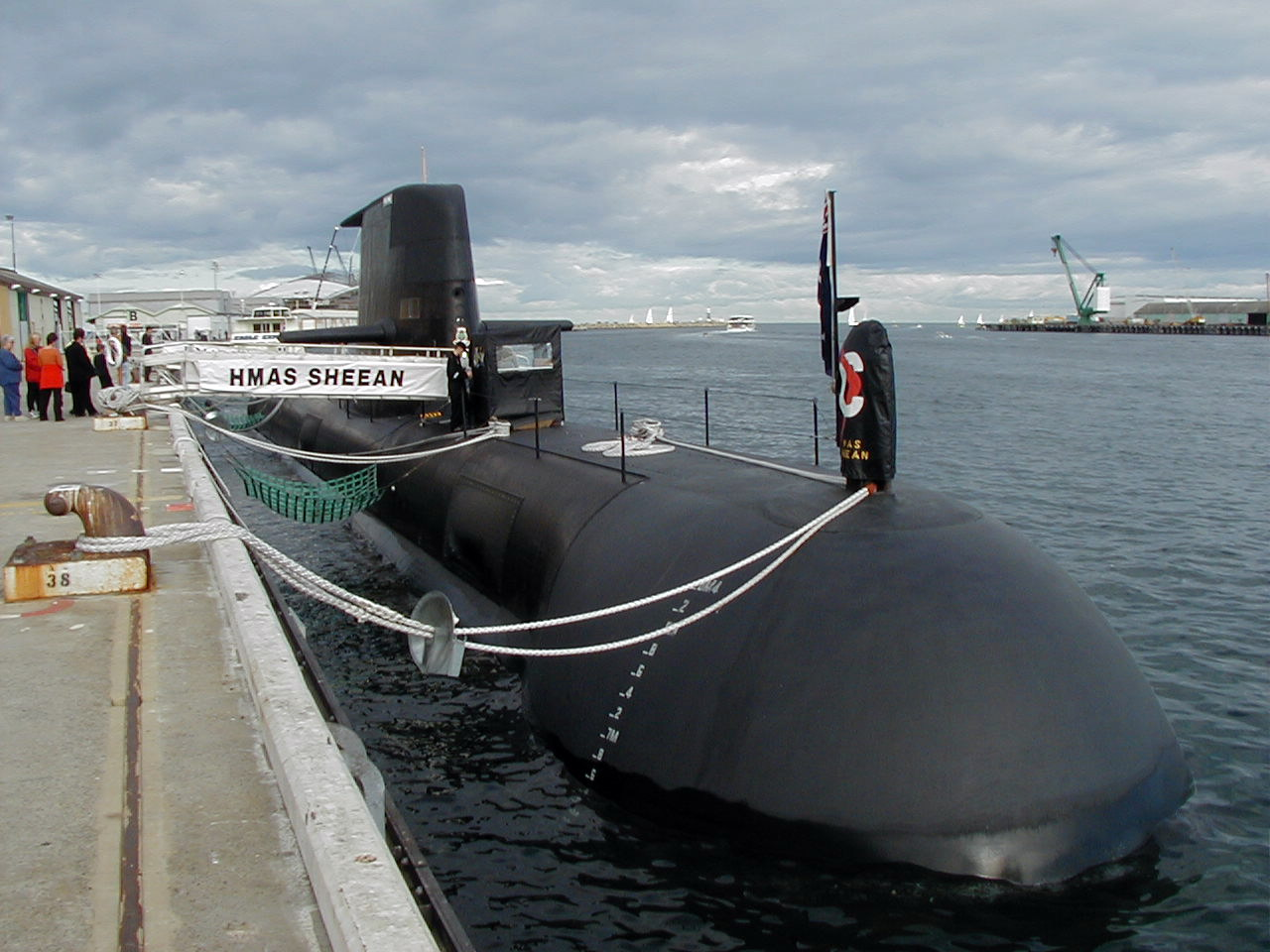
HMAS Sheean tengeralattjáró

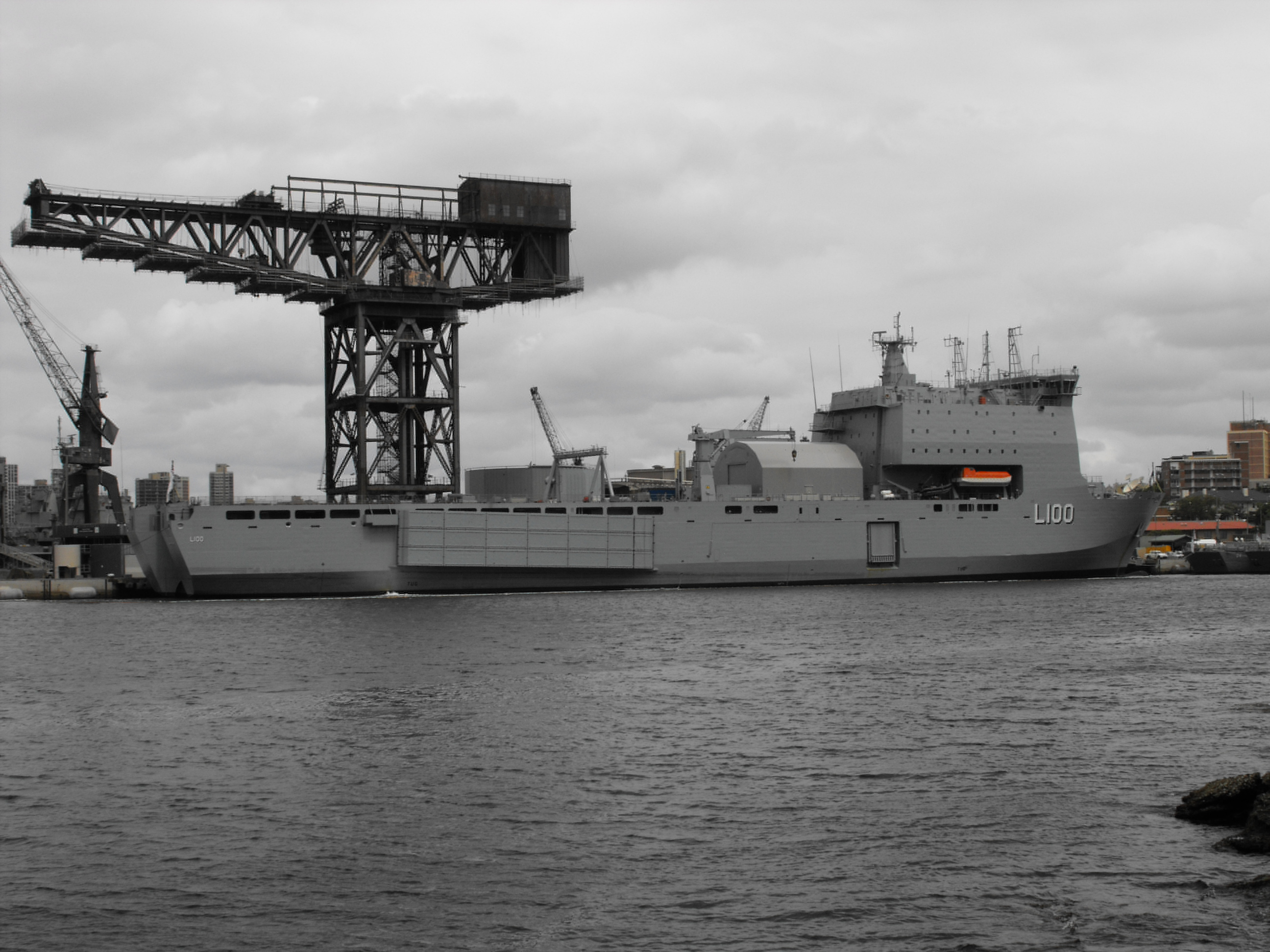
HMAS Choules partraszállást támogató dokkhajó

### Létszám
- 14 215 fő aktív
- 2150 fő aktív tartalékos

### Állomány
- Flottaparancsnokság
  - Felszíni Flotta
  - Tengeralattjáró Flotta
  - Támogató erők
  - Haditengerészeti Repülőerők

### Hadihajók
- 2 db partraszállást támogató helikopterhordozó (Canberra-osztály) - a flotta legnagyobb méretű, 27 500 tonnás egységei
  - HMAS Canberra
  - HMAS Adelaide (L01)[1]
- 6 db tengeralattjáró (Collins-osztály)
- 3 db romboló (Hobart osztály)
- 8 db fregatt (Anzac-osztály)
- 14 db járőrhajó (Armidale-osztály)
- 6 db aknarakó/szedő hajó (Huon-osztály)
- 1 db partraszállást támogató hajó (Canberra-osztály)[2]
  - HMAS Choules
- 7 db deszanthajó
  - HMAS Tobruk
  - 6 db Balikpapan-osztály
- 2 db ellátóhajó
  - HMAS Success
  - HMAS Sirius
- 6 db kutatóhajó
  - 2 db Leeuwin-osztály
  - 4 db Paluma-osztály
- 13 db egyéb feladatú hajó

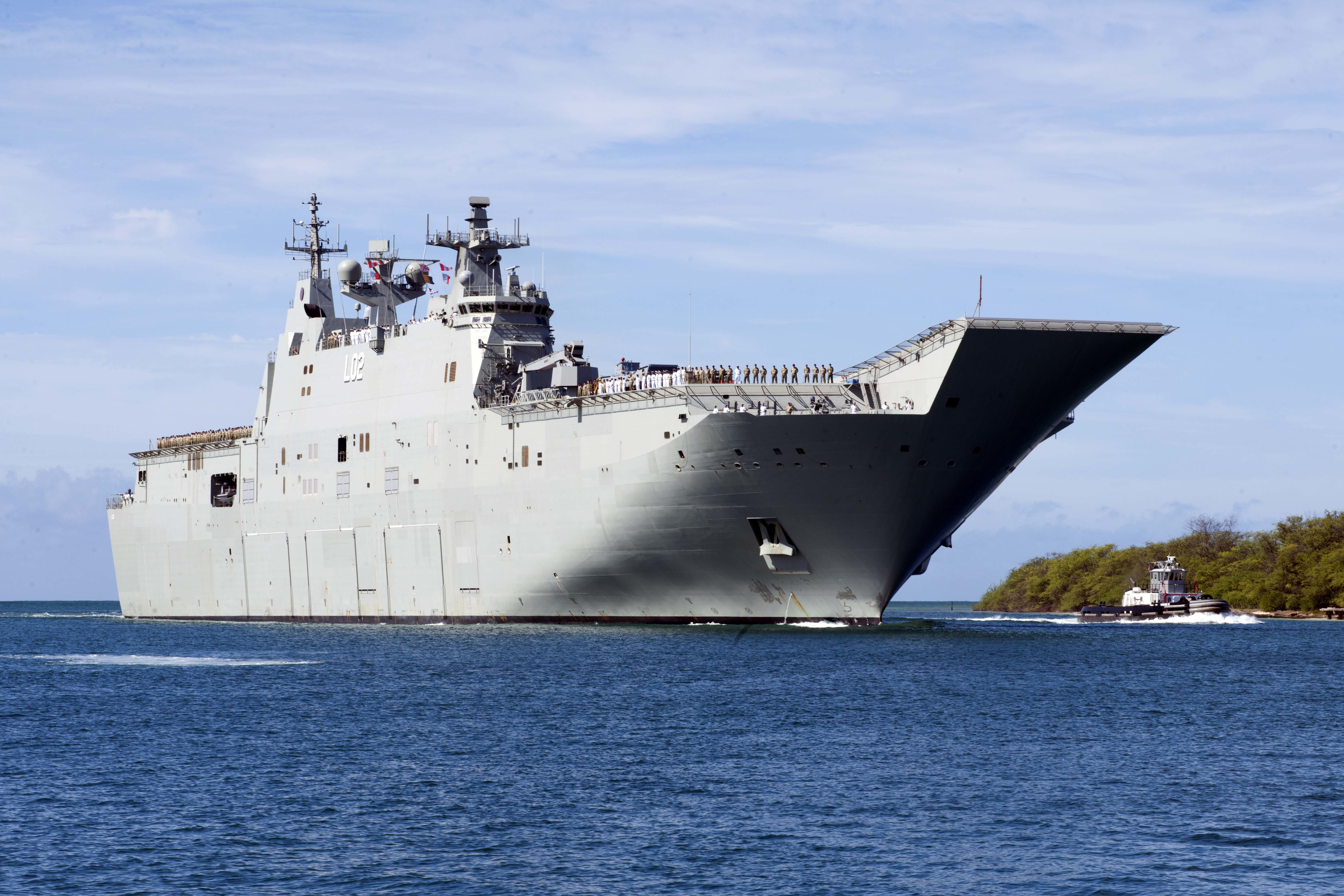
A Canberra osztályú HMAS Canberra ausztrál partraszállást támogató helikopterhordozó
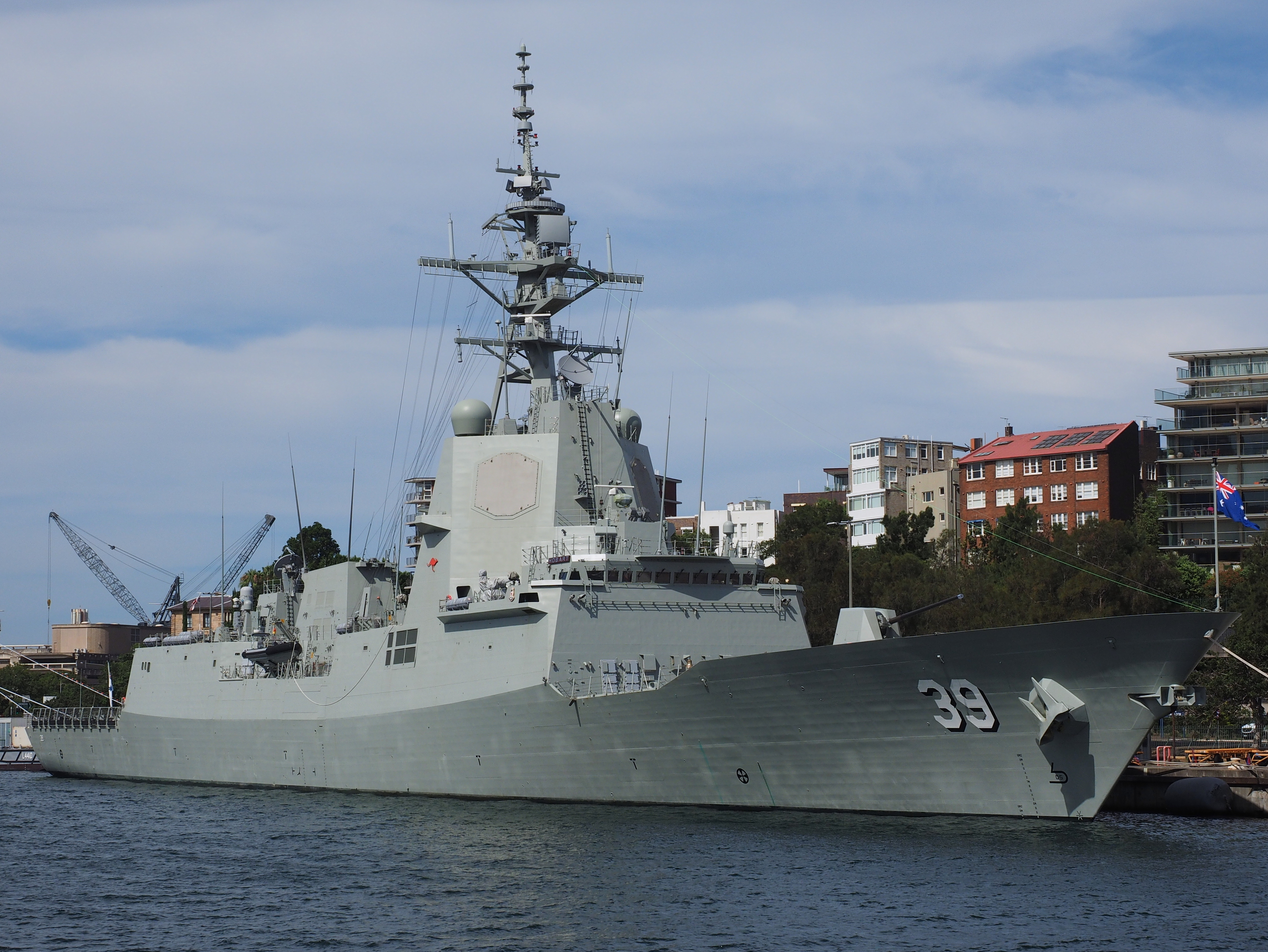
A Hobart osztályú HMAS Hobart ausztrál romboló
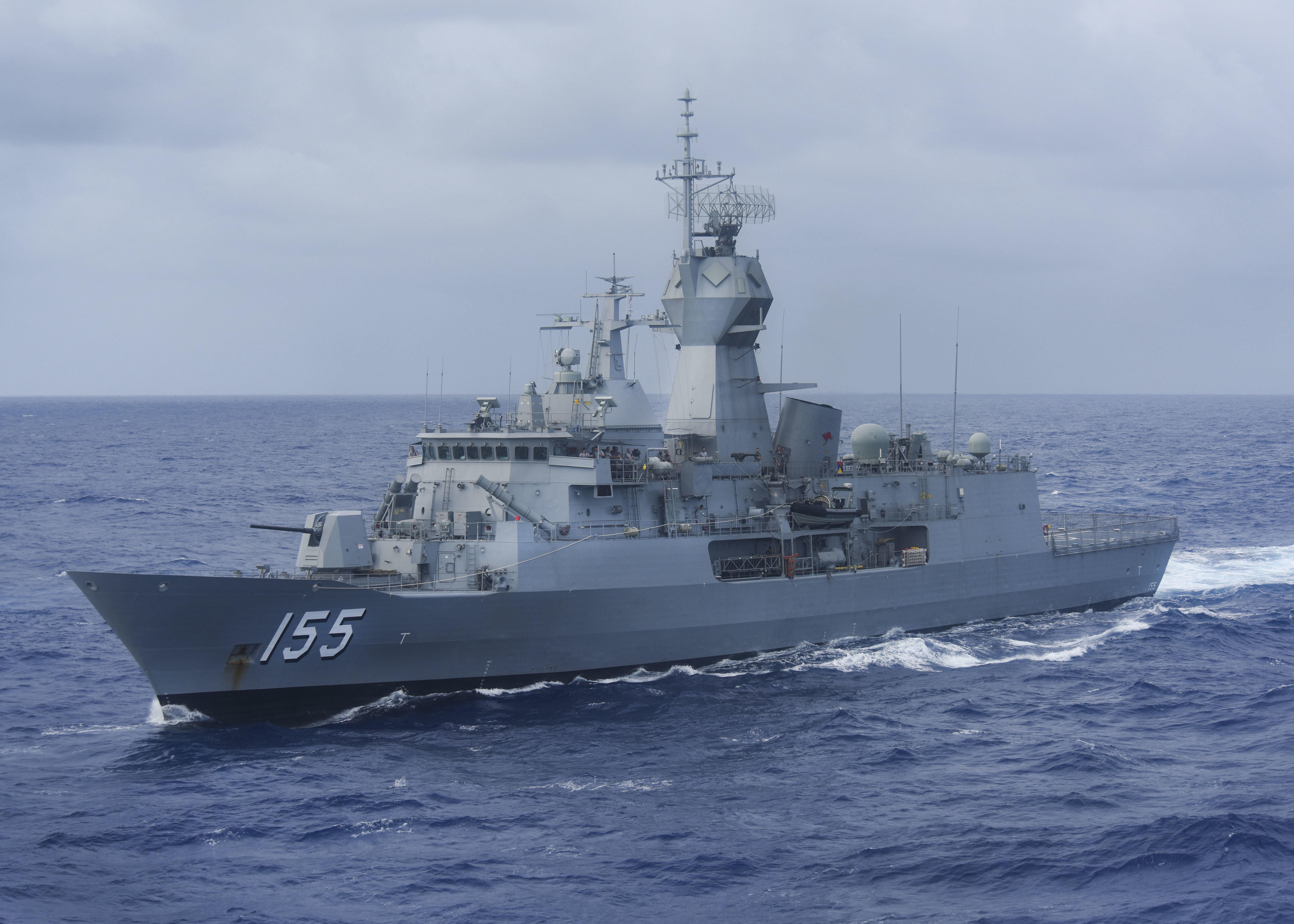
Az Anzac osztályú HMAS Ballarat ausztrál fregatt

### Haditengerészeti Repülőerők
- 723. repülőszázad
- 808. repülőszázad
- 816. repülőszázad

| Származási hely | Megnevezés                 | Feladatkör                           | Mennyiség    | Megjegyzés                   |
| Helikopterek    | Helikopterek               | Helikopterek                         | Helikopterek | Helikopterek                 |
| --------------- | -------------------------- | ------------------------------------ | ------------ | ---------------------------- |
| USA             | SH–60 Seahawk              | tengeralattjáró-elhárító helikopter  | 15 db        | - További 24 db megrendelve. |
| Európai Unió    | NHI NH90                   | többfeladatú tengerészeti helikopter | 2 db         | - További 4 db megrendelve.  |
| Európai Unió    | Eurocopter AS 350 Écureuil | kiképző helikopter                   | 6 db         |                              |
| USA             | Bell 429 GlobalRanger      | kiképző helikopter                   | 3 db         |                              |

## Fordítás
- Ez a szócikk részben vagy egészben a Australian Defence Force című angol Wikipédia-szócikk fordításán alapul.  Az eredeti cikk szerkesztőit annak laptörténete sorolja fel. Ez a jelzés csupán a megfogalmazás eredetét és a szerzői jogokat jelzi, nem szolgál a cikkben szereplő információk forrásmegjelöléseként.